# Bundestagswahlkreis Roth
Der Wahlkreis Roth (Wahlkreis 245; bis zur Bundestagswahl 2021 Wahlkreis 246) ist ein Bundestagswahlkreis in Bayern. Er umfasst die Landkreise Roth und Nürnberger Land. Der Wahlkreis wurde zur Bundestagswahl 1976 anlässlich einer umfassenden Neuordnung der Wahlkreise in Mittelfranken aus Teilen der Vorgängerwahlkreise Ansbach und Weißenburg neu gebildet. Er wurde bei allen Bundestagswahlen seit 1976 von den Direktkandidaten der CSU gewonnen.

## Wahlergebnisse

### Bundestagswahl 2025
Zur Bundestagswahl 2025 am 23. Februar wurden 11 Direktkandidaten und 17 Landeslisten zugelassen.
| Kandidaten        | Kandidaten                    | Parteien/Listen     | Erststimmen | Erststimmen | Zweitstimmen | Zweitstimmen |
| Kandidaten        | Kandidaten                    | Parteien/Listen     | Stimmen     | %           | Stimmen      | %            |
| ----------------- | ----------------------------- | ------------------- | ----------- | ----------- | ------------ | ------------ |
|                   | Ralph Edelhäußergewählt im WK | CSU                 | 84.143      | 42,9        | 74.208       | 37,8         |
|                   | Jan Plobner                   | SPD                 | 25.556      | 13,0        | 26.319       | 13,4         |
|                   | Bianca Pircher                | GRÜNE               | 24.180      | 12,3        | 23.879       | 12,1         |
|                   | Kristine Lütke                | FDP                 | 5.524       | 2,8         | 7.482        | 3,8          |
|                   | Klaus Norgall                 | AfD                 | 33.197      | 16,9        | 35.443       | 18,0         |
|                   | Jürgen Joos                   | FREIE WÄHLER        | 8.870       | 4,5         | 7.155        | 3,6          |
|                   | Evelyn Schötz                 | LINKE               | 9.949       | 5,1         | 10.626       | 5,4          |
|                   | –                             | dieBasis            | –           | –           | 656          | 0,3          |
|                   | –                             | Tierschutzpartei    | –           | –           | 1.818        | 0,9          |
|                   | –                             | Die PARTEI          | –           | –           | 753          | 0,4          |
|                   | Walter Stadelmann             | ÖDP                 | 1.397       | 0,7         | 657          | 0,3          |
|                   | –                             | BP                  | –           | –           | 187          | 0,1          |
|                   | Gabriel Bremer                | Volt                | 1.884       | 1,0         | 1.082        | 0,6          |
|                   | –                             | PdH                 | –           | –           | 110          | 0,1          |
|                   | –                             | MLPD                | –           | –           | 27           | 0,0          |
|                   | Birgit Ruder                  | BÜNDNIS DEUTSCHLAND | 655         | 0,3         | 283          | 0,1          |
|                   | –                             | BSW                 | –           | –           | 5.859        | 3,0          |
|                   | Daniela Zipi                  | Einzelbewerber      | 829         | 0,4         | –            | –            |
| Gesamt            | Gesamt                        | Gesamt              | 196.184     | 100         | 196.544      | 100          |
|                   |                               |                     |             |             |              |              |
| Ungültige Stimmen | Ungültige Stimmen             | Ungültige Stimmen   | 990         | 0,5         | 630          | 0,3          |
| Wähler            | Wähler                        | Wähler              | 197.174     | 86,6        | 197.174      | 86,6         |
| Wahlberechtigte   | Wahlberechtigte               | Wahlberechtigte     | 227.701     |             | 227.701      |              |
|                   |                               |                     |             |             |              |              |
| Quellen:          |                               |                     |             |             |              |              |

Kursive Direktkandidaten kandidieren nicht für die Landesliste, kursive Parteien treten ohne Landesliste an.

### Bundestagswahl 2021
Zur Bundestagswahl 2021 am 26. September wurden 13 Direktkandidaten und 26 Landeslisten zugelassen.
| Kandidaten                               | Kandidaten                    | Parteien/Listen      | Erststimmen | Erststimmen | Zweitstimmen | Zweitstimmen |
| Kandidaten                               | Kandidaten                    | Parteien/Listen      | Stimmen     | %           | Stimmen      | %            |
| ---------------------------------------- | ----------------------------- | -------------------- | ----------- | ----------- | ------------ | ------------ |
|                                          | Ralph Edelhäußergewählt im WK | CSU                  | 71.478      | 38,0        | 60.980       | 32,3         |
|                                          | Jan Plobner                   | SPD                  | 31.806      | 16,9        | 38.786       | 20,6         |
|                                          | Klaus Norgall                 | AfD                  | 14.944      | 7,9         | 16.043       | 8,5          |
|                                          | Kristine Lütke                | FDP                  | 12.596      | 6,7         | 16.974       | 9,0          |
|                                          | Felix Erbe                    | GRÜNE                | 25.140      | 13,4        | 26.197       | 13,9         |
|                                          | Evelyn Schötz                 | DIE LINKE            | 5.076       | 2,7         | 4.950        | 2,6          |
|                                          | Felix Locke                   | FREIE WÄHLER         | 16.528      | 8,8         | 12.601       | 6,7          |
|                                          | Pascal Henninger              | ÖDP                  | 1.534       | 0,8         | 866          | 0,5          |
|                                          | -                             | Tierschutzpartei     | –           | –           | 2.401        | 1,3          |
|                                          | -                             | BP                   | –           | –           | 376          | 0,2          |
|                                          | Max Weggenmann                | Die PARTEI           | 2.149       | 1,1         | 1.322        | 0,7          |
|                                          | Julian Häffner                | PIRATEN              | 1.696       | 0,9         | 1.056        | 0,6          |
|                                          | –                             | NPD                  | –           | –           | 151          | 0,1          |
|                                          | –                             | V-Partei³            | –           | –           | 176          | 0,1          |
|                                          | –                             | Gesundheitsforschung | –           | –           | 264          | 0,1          |
|                                          | -                             | MLPD                 | –           | –           | 19           | 0,0          |
|                                          | –                             | DKP                  | –           | –           | 21           | 0,0          |
|                                          | Stephan Kuschel               | dieBasis             | 4.720       | 2,5         | 3.696        | 2,0          |
|                                          | –                             | Bündnis C            | –           | –           | 191          | 0,1          |
|                                          | –                             | III. Weg             | –           | –           | 103          | 0,1          |
|                                          | -                             | du.                  | –           | –           | 90           | 0,0          |
|                                          | Marcus Nehring                | LKR                  | 185         | 0,1         | 63           | 0,0          |
|                                          | -                             | Die Humanisten       | –           | –           | 131          | 0,1          |
|                                          | –                             | Team Todenhöfer      | –           | –           | 541          | 0,3          |
|                                          | -                             | UNABHÄNGIGE          | –           | –           | 356          | 0,2          |
|                                          | –                             | Volt                 | –           | –           | 376          | 0,2          |
|                                          | Udo Schloth                   | Einzelbewerber       | 431         | 0,2         | –            | –            |
| Gesamt                                   | Gesamt                        | Gesamt               | 188.283     | 100         | 188.730      | 100          |
|                                          |                               |                      |             |             |              |              |
| Ungültige Stimmen                        | Ungültige Stimmen             | Ungültige Stimmen    | 1.392       | 0,7         | 945          | 0,5          |
| Wähler                                   | Wähler                        | Wähler               | 189.675     | 82,7        | 189.675      | 82,7         |
| Wahlberechtigte                          | Wahlberechtigte               | Wahlberechtigte      | 229.279     |             | 229.279      |              |
|                                          |                               |                      |             |             |              |              |
| Quellen: Die Bundeswahlleiterin, Stimmen |                               |                      |             |             |              |              |

### Bundestagswahl 2017
Zur Bundestagswahl 2017 am 24. September wurden 9 Direktkandidaten und 21 Landeslisten zugelassen.
| Direktkandidat          | Partei               | Erststimmen in % | Zweitstimmen in % |
| ----------------------- | -------------------- | ---------------- | ----------------- |
| Marlene Mortler         | CSU                  | 44,5             | 37,8              |
| Alexander Horlamus      | SPD                  | 20,6             | 18,4              |
| Gabriele Drechsler      | GRÜNE                | 7,9              | 9,7               |
| Andreas Helmut Neuner   | FDP                  | 4,7              | 8,7               |
| Siegfried Karl Lang     | AfD                  | 10,3             | 11,6              |
| Helmut Johach           | LINKE                | 4,8              | 6,3               |
| Wolfgang Hauber         | FREIE WÄHLER         | 5,0              | 3,3               |
| Jonas Richard Schwemmer | PIRATEN              | 1,1              | 0,5               |
| Walter Stadelmann       | ÖDP                  | 1,2              | 0,7               |
| -                       | BP                   | -                | 0,3               |
| -                       | NPD                  | -                | 0,3               |
| -                       | Tierschutzpartei     | -                | 1,0               |
| -                       | MLPD                 | -                | 0,0               |
| -                       | Büso                 | -                | 0,0               |
| -                       | BGE                  | -                | 0,1               |
| -                       | DiB                  | -                | 0,1               |
| -                       | DKP                  | -                | 0,0               |
| -                       | DM                   | -                | 0,2               |
| -                       | Die PARTEI           | -                | 0,7               |
| -                       | Gesundheitsforschung | -                | 0,1               |
| -                       | V-Partei³            | -                | 0,2               |

Marlene Mortler ist nach ihrer Wahl ins Europaparlament am 1. Juli 2019 aus dem Bundestag ausgeschieden. Danach war der Wahlkreis bis zur nächsten Wahl 2021 ohne unmittelbare Vertretung. Es gab aus Wahlkreis 246 auch keine Abgeordneten anderer Parteien.

### Bundestagswahl 2013
| Direktkandidat       | Partei       | Erststimmen in % | Zweitstimmen in % |
| -------------------- | ------------ | ---------------- | ----------------- |
| Marlene Mortler      | CSU          | 50,6             | 45,5              |
| Christian Nürnberger | SPD          | 27,6             | 24,5              |
| Marina Schuster      | FDP          | 3,2              | 4,5               |
| Tom Aurnhammer       | GRÜNE        | 6,7              | 8,5               |
| Helmut Johach        | Die Linke    | 3,6              | 3,8               |
| Michael Ceglar       | PIRATEN      | 2,5              | 1,9               |
| Torsten Steinbeck    | NPD          | 1,6              | 0,9               |
| –                    | ÖDP          | –                | 0,7               |
| –                    | AfD          | –                | 3,9               |
| Hartwig Kohl         | Freie Wähler | 4,2              | 3,7               |
|                      | Sonstige     | –                | 2,0               |

### Bundestagswahl 2009
| Direktkandidat    | Partei               | Erststimmen in % | Zweitstimmen in % | Bundestagswahl 2005 Zweitstimmen in % |
| ----------------- | -------------------- | ---------------- | ----------------- | ------------------------------------- |
| Marlene Mortler   | CSU                  | 44,6             | 38,2              | 45,3                                  |
| Hannedore Nowotny | SPD                  | 24,0             | 21,4              | 32,0                                  |
| Jutta Berlinghof  | GRÜNE                | 9,8              | 11,5              | 7,4                                   |
| Marina Schuster   | FDP                  | 11,1             | 13,7              | 7,9                                   |
| —                 | REP                  | —                | 0,9               | 0,7                                   |
| Richard Schlappa  | LINKE                | 5,7              | 6,6               | 3,5                                   |
| Sigurd Engelmann  | NPD                  | 1,9              | 1,5               | 1,4                                   |
| —                 | PBC                  | —                | 0,2               | 0,5                                   |
| —                 | BP                   | —                | 0,3               | 0,2                                   |
| Christian Kubisch | PIRATEN              | 1,9              | 2,2               | —                                     |
| Karin Arnold      | RRP                  | 1,0              | 1,1               | —                                     |
| —                 | BüSo                 | —                | 0,0               | 0,0                                   |
| —                 | FAMILIE              | —                | 0,7               | 0,5                                   |
| —                 | MLPD                 | —                | 0,0               | 0,0                                   |
| —                 | Die Tierschutzpartei | —                | 0,7               | —                                     |
| —                 | ödp                  | —                | 0,6               | —                                     |
| —                 | CM                   | —                | 0,1               | 0,0                                   |

## Wahlkreissieger
| Wahl | Name             | Partei | Erststimmen |
| ---- | ---------------- | ------ | ----------- |
| 2021 | Ralph Edelhäußer | CSU    | 38,0 %      |
| 2017 | Marlene Mortler  | CSU    | 44,5 %      |
| 2013 | Marlene Mortler  | CSU    | 50,6 %      |
| 2009 | Marlene Mortler  | CSU    | 44,6 %      |
| 2005 | Marlene Mortler  | CSU    | 51,0 %      |
| 2002 | Marlene Mortler  | CSU    | 55,2 %      |
| 1998 | Hansgeorg Hauser | CSU    | 47,6 %      |
| 1994 | Hansgeorg Hauser | CSU    | 50,7 %      |
| 1990 | Hansgeorg Hauser | CSU    | 49,6 %      |
| 1987 | Richard Stücklen | CSU    | 59,2 %      |
| 1983 | Richard Stücklen | CSU    | 64,7 %      |
| 1980 | Richard Stücklen | CSU    | 60,4 %      |
| 1976 | Richard Stücklen | CSU    | 60,7 %      |

## Wahlkreisgeschichte
| Wahl      | Wahlkreisname | Gebiet                                                             |
| --------- | ------------- | ------------------------------------------------------------------ |
| 1976–1987 | 232 Roth      | Landkreis Roth, Landkreis Weißenburg-Gunzenhausen, Stadt Schwabach |
| 1990–1998 | 232 Roth      | Landkreis Roth, Landkreis Nürnberger Land                          |
| 2002–2005 | 247 Roth      | Landkreis Roth, Landkreis Nürnberger Land                          |
| 2009–2021 | 246 Roth      | Landkreis Roth, Landkreis Nürnberger Land                          |
| 2025–     | 245 Roth      | Landkreis Roth, Landkreis Nürnberger Land                          |